# Budapesti Hírlap
Budapesti Hírlap a fost un cotidian maghiar, publicat în Budapesta între anii 1881 și 1938. Era un ziar conservator și naționalist.